# ノヴォシビルスク
ノヴォシビルスク（ロシア語: Новосибирск, ラテン文字転写: Novosibirsk, ロシア語発音: [nəvəsʲɪˈbʲirsk],〔ナヴァスィビールスク〕）は、ロシア連邦・シベリアの中心的都市。別名「シベリアの首都」。ノヴォシビルスク州の州都でオビ川に沿う。人口は2017年には160万人を突破するなど近年は人口増加が続き、人口規模は国内第3位で、シベリアでは最大である。北緯55度01分、東経82度56分に位置する。
建設されたのは19世紀末であり、ロシアでも新しい町である。シベリア鉄道建設中の1893年に、ノヴォニコラエフスクという名で現在のノヴォシビルスクが建設された。1925年、ソビエト連邦成立後にかつての皇帝ニコライ2世を思わせる市名が改称され、「新しいシベリアの街」を意味するノヴォシビルスクとなった。

## 歴史

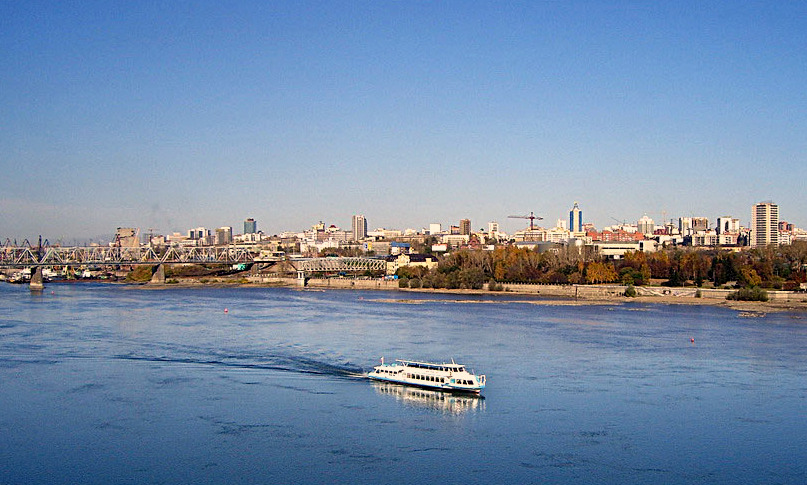
オビ河畔に広がる市街地

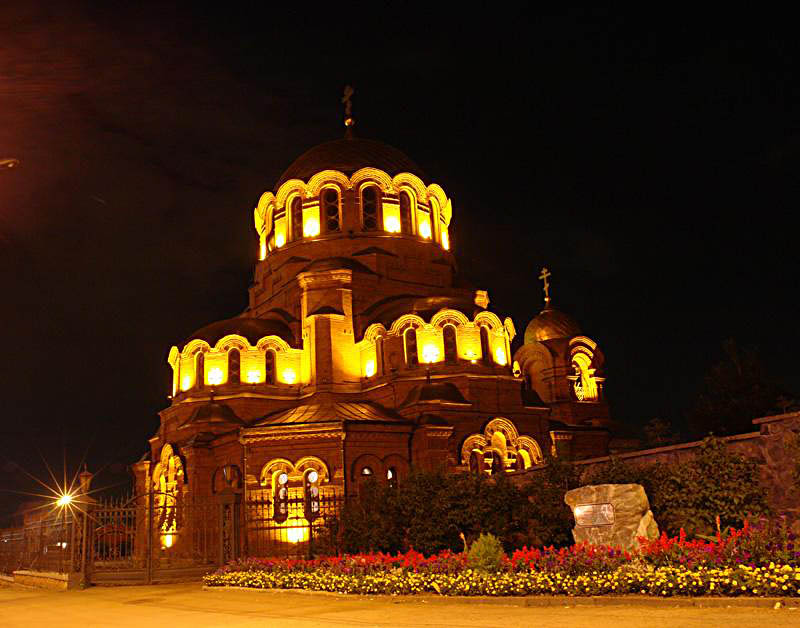
アレクサンドル・ネフスキー聖堂

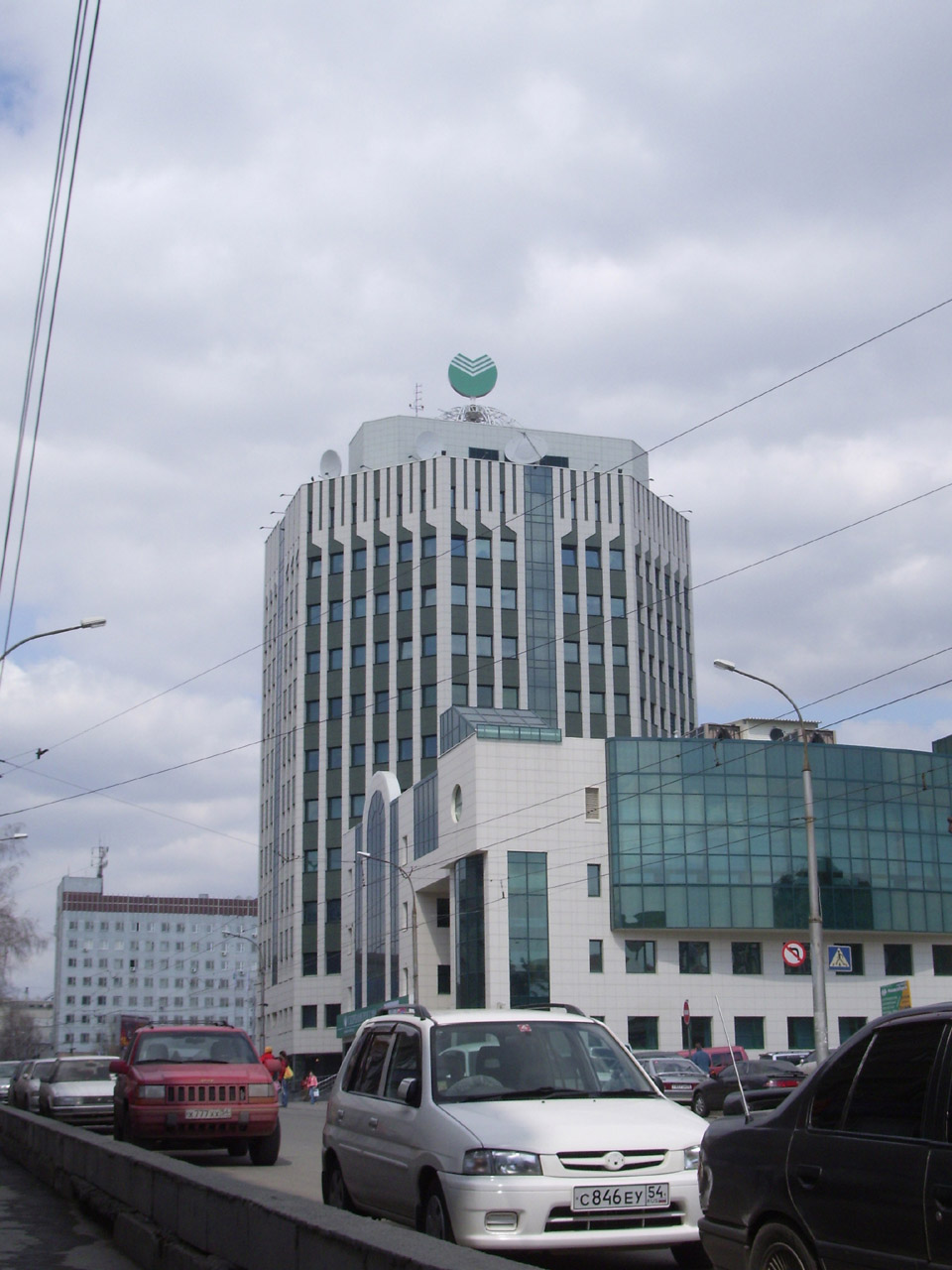
ノヴォシビルスクのビジネス街

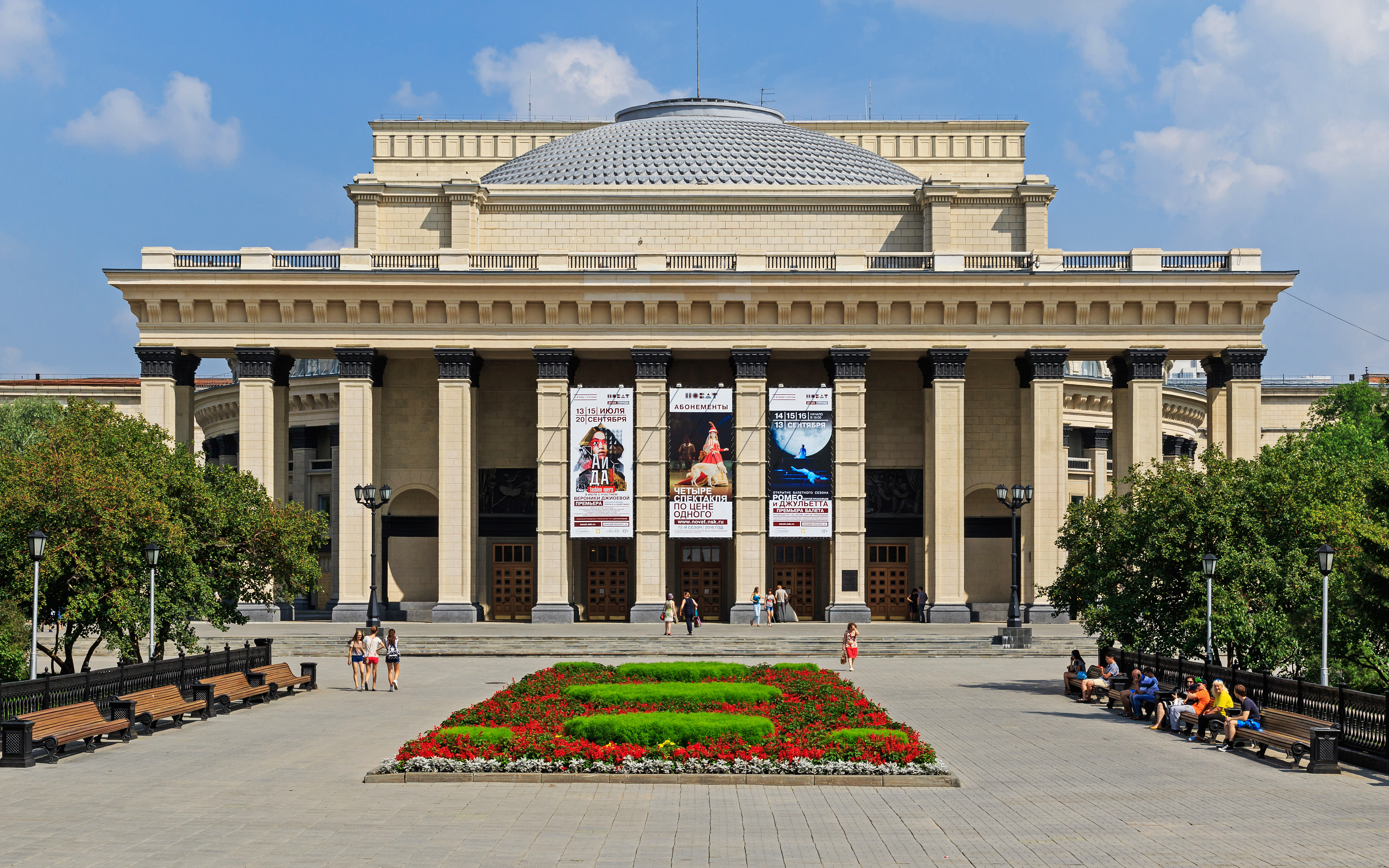
国立オペラ・バレエ劇場

シベリア鉄道建設中の1893年、シベリア随一の大河・オビ川を渡る鉄道橋の予定地に、聖ニコライおよび当時の皇帝ニコライ2世の双方にちなんでノヴォニコラエフスク（新しいニコライの町、Новониколаевск）という町が建設された。この町が現在のノヴォシビルスクである。オビ川の大鉄橋は1897年の春に完成し、ロシア中央部から走る列車とオビ川を行き来する船が連絡するノヴォニコラエフスクは、この地方の交通の中心地となった。20世紀初頭にはトルキスタン・シベリア鉄道がカスピ海沿岸から中央アジアを結んでこの町でシベリア鉄道に連結するようになり、重要性はさらに増した。
鉄橋開通時のノヴォニコラエフスクの人口は7,800人であった。その10年後の1907年には人口が47,000人を超えており、ノヴォニコラエフスクは市の地位を得ている。1906年に最初の銀行がノヴォニコラエフスクに開業し、1915年には営業を行う銀行の数は5つに増えた。この時期のノヴォニコラエフスクの発達は着実かつ急速で、1917年のロシア革命の直前に人口は80,000人に達し、シベリアでも有数の商業と産業の中心地となり、農産物の加工工場、発電所、鋳鉄工場、日用雑貨市場、銀行、船会社や商社などが立地していた。同じく宗教や文化の拠点にもなり始め、1917年にはロシア正教会の聖堂7か所とローマ・カトリックの教会1つ、映画館複数、小学校40校と高校1校、師範学校1校がノヴォニコラエフスクにあった。1913年にはロシアで最も早く初等教育を必修としている。
革命後のロシア内戦は街に悪影響を及ぼし、戦時下の疫病の流行、特にチフスとコレラで数千人が死んだとされる。1917年12月にノヴォニコラエフスク労働者・兵士代表ソヴィエトが市政を掌握した。オビ川の鉄橋も破壊され、ノヴォニコラエフスクは初めて人口減少を経験した。1918年5月にはシベリア各地でボリシェヴィキ政府に対するチェコ軍団の蜂起が起き白軍と手を結び、ノヴォニコラエフスクも反革命軍が押さえた。赤軍は1919年に町を奪還し、内戦中にわたり死守した。
ウラジーミル・レーニンが新経済政策（ネップ）を開始した1921年、ノヴォニコラエフスクの再建も始まった。ソビエト連邦成立後の1926年、かつての皇帝を思わせる町の名は改称され、「新しいシベリアの街」を意味するノヴォシビルスクとなった。

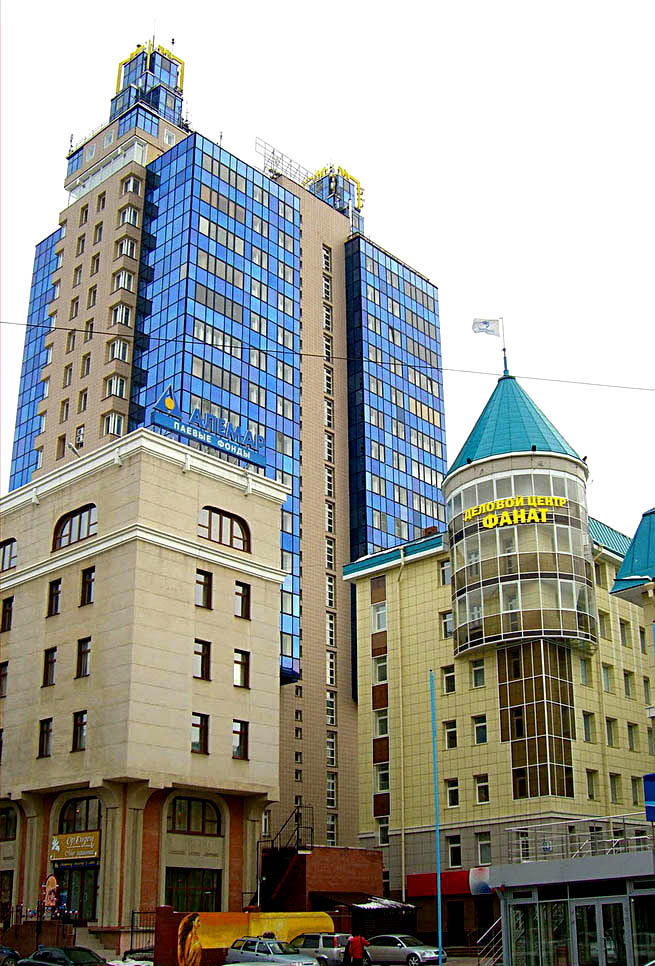
ノヴォシビルスク市中心部

ヨシフ・スターリンによる第一次五ヶ年計画で重工業に傾斜した産業政策が始まり、ノヴォシビルスクはシベリア最大の産業の中心地の一つとしての地位を固めた。1930年代のノヴォシビルスクには鉱山用設備の製造に特化した巨大工場「シブコムバイン」（ロシア語: Сибкомбайн, ラテン文字転写: Sibkombain）をはじめとする大工場や新発電所などが建設された。一方で、1932年から1933年のソビエト大飢饉で17万人以上の国内難民がノヴォシビルスクに流入している。彼らは市の郊外にバラックを建てて住み、ボルシャヤ・ナハロフカ、マーラヤ・ナハロフカなどのスラムが形成された。こうした急速な産業化と巨大化が、ノヴォシビルスクに「シベリアのシカゴ」という綽名を与えている。
第二次世界大戦後の1954年には路面電車が開通し、人口は287,000人に達してシベリア最大の街となった。翌年、19世紀末に架けられたオビ川鉄橋は、1955年に新しいコムナルヌイ橋に架けかえられている。人口と工業の大型化に対応するために、オビ川をダムで堰き止めて出力40万キロワットの水力発電所を建設することが計画されたが、このダムによりオビ海と呼ばれる大型の貯水湖が誕生し、広大な松林や肥沃な農地の多くが水没した。さらに貯水湖の誕生により、街の近くに大きな開けた空間ができて風速が強まり、土壌流出の速度が速まった。
一方、1950年代にソ連政府はノヴォシビルスクから南へ30キロメートル離れた森の中に科学研究の拠点を築くことを決定した。これにより、ソ連科学アカデミーのシベリア支部や多数の研究機関・大学が集積する計画都市アカデムゴロドクが1957年に誕生した。アカデムゴロドクには独自の市民生活を営める十分な施設があるが、行政的にはノヴォシビルスク市の一部となっている。
1962年9月2日、ノヴォシビルスクは人口100万人の突破を祝った。ノヴォシビルスクは当時の世界の百万都市の中でも最も若い街であり、誕生からわずか70年弱で百万の大台に達したことになる。1979年にはオビ川東岸の中心部から西岸へと伸びるノヴォシビルスク地下鉄の建設が始まり、1985年に一号線が開通している。

## 地理

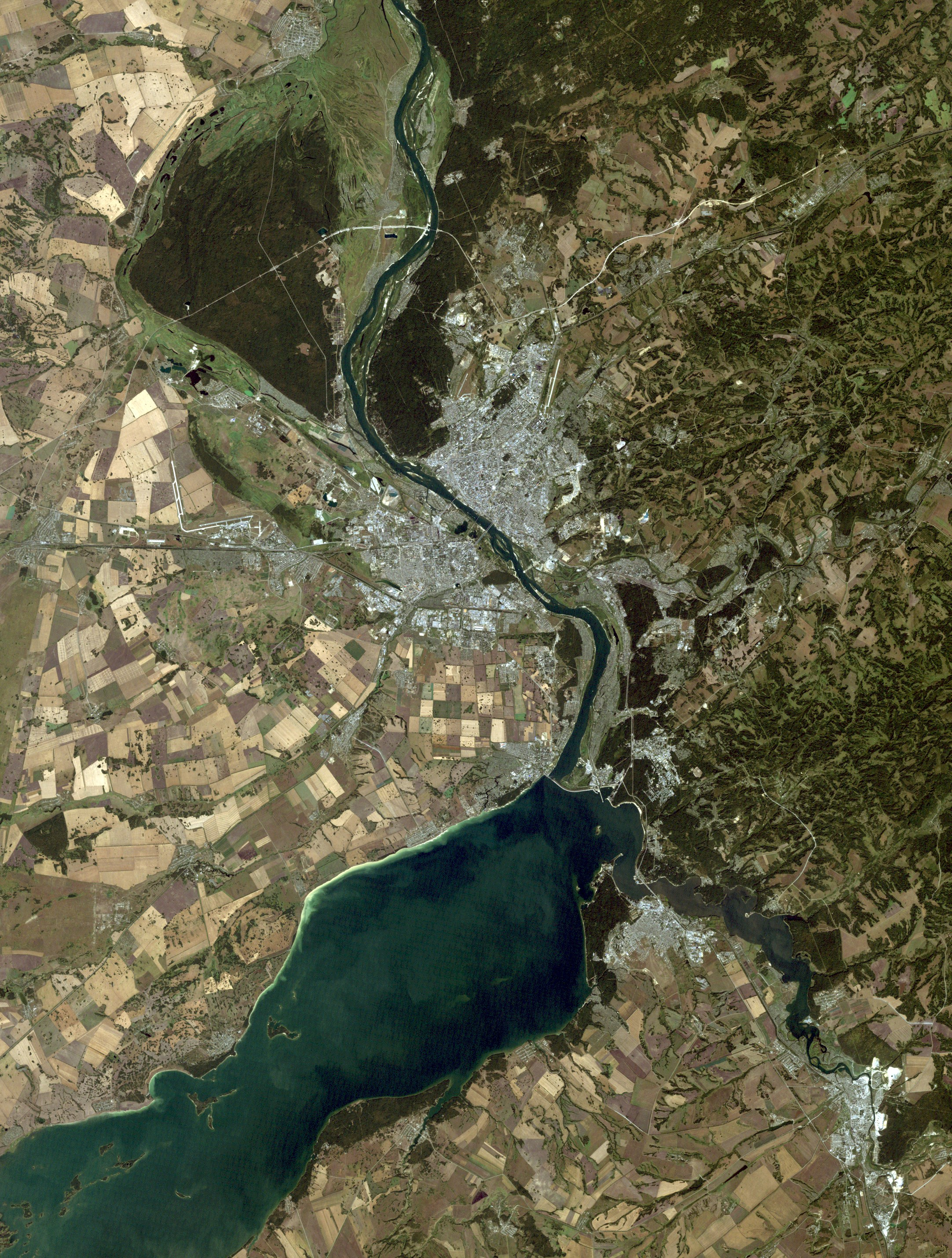
市街地の衛星画像、中心部は川の右岸（北側）

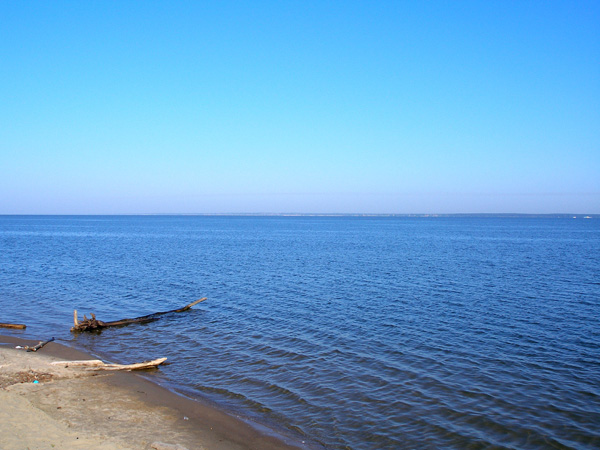
巨大な人造湖であるオビ海

ノヴォシビルスクの中心部はオビ川右岸（東側）にあり、市の周囲は西シベリア低地である。ノヴォシビルスクの南方には世界遺産・アルタイの黄金山地の一部をなすウコク高原がある。
市街地はオビ川に隣接しており、低い湿地帯（盆地）が都市の大半を占める。オビ川には通称「オビ海 Обское море」と呼ばれる巨大ダムの人造湖が建設され市内の水がめとなっている。
オビ川左岸の開発も進められており、地下鉄が乗り入れるマルクス広場を中心とした地域が新市街地となっている。
水運・シベリア鉄道などのおかげで、ロシア連邦第三の都市にまで発展した。整然と区画整理された都市は工業地区・商業地区・住宅地区と細かく分けられており、オペラ座、劇場、博物館、スポーツ施設なども整い、金属工業やハイテク工業も発展している。近郊のアカデムゴロドクには、針葉樹林の中にノヴォシビルスク大学ほか研究機関が多数あり、シベリアおよびロシアの教育・研究拠点となっている。アカデムゴロドクは筑波研究学園都市のモデルになったともいわれる。

### 気候
気候は年較差がかなり大きい大陸性気候の亜寒帯湿潤気候(Dfb)で、冬は長く非常に寒く、夏は短く暑い。夏は20度から25度まで上がり、好天なら連日30度以上の猛暑となるが、朝晩は20度以下となるなど涼しい。冬は北極からの寒気を遮る山脈がないために非常に寒く、平均でマイナス20度-30度まで下がり、厳寒期にはマイナス40度にまで下がることもあるが、そのような日は数年に一度程度であり、天気は無風・快晴となる。冬季は雪の日が多く、例年10月初旬に初雪を迎え、4月まで雪の季節が続き半年は雪に覆われる。降雪日数は11月から2月まではそれぞれ20日を超え、年間降雪量は数メートル、一冬を通じた平均積雪は50センチメートルに達する。冬季は連日除雪車や人手による街の隅々までの除雪システムが完備されている。しかし、気温が低いために粉雪で一度の降雪量はそれほど多くなく、雪が軽いために除雪が容易である。また、シベリア東部のハバロフスク（マイナス19.8度）、中国東北地方のハルビン（マイナス18.6度）に比べると冬の気候は比較的温和といえるが、これは寒暖の差が激しいゆえであり、2002年1月の平均気温はマイナス7.4度であった一方、2010年1月の平均気温はマイナス27.2度を記録しているなど、年による寒暖差が激しい。
観測史上最も高い気温は2005年7月7日の37.2度、最も低い気温は1915年1月9日のマイナス1.1度である。
| ノボシビルスク (1981-2010年)の気候 | ノボシビルスク (1981-2010年)の気候 | ノボシビルスク (1981-2010年)の気候 | ノボシビルスク (1981-2010年)の気候 | ノボシビルスク (1981-2010年)の気候 | ノボシビルスク (1981-2010年)の気候 | ノボシビルスク (1981-2010年)の気候 | ノボシビルスク (1981-2010年)の気候 | ノボシビルスク (1981-2010年)の気候 | ノボシビルスク (1981-2010年)の気候 | ノボシビルスク (1981-2010年)の気候 | ノボシビルスク (1981-2010年)の気候 | ノボシビルスク (1981-2010年)の気候 | ノボシビルスク (1981-2010年)の気候 |
| 月                                 | 1月                                | 2月                                | 3月                                | 4月                                | 5月                                | 6月                                | 7月                                | 8月                                | 9月                                | 10月                               | 11月                               | 12月                               | 年                                 |
| ---------------------------------- | ---------------------------------- | ---------------------------------- | ---------------------------------- | ---------------------------------- | ---------------------------------- | ---------------------------------- | ---------------------------------- | ---------------------------------- | ---------------------------------- | ---------------------------------- | ---------------------------------- | ---------------------------------- | ---------------------------------- |
| 最高気温記録 °C （°F）             | 4.1 (39.4)                         | 5.1 (41.2)                         | 14.4 (57.9)                        | 30.7 (87.3)                        | 36.1 (97)                          | 36.6 (97.9)                        | 35.9 (96.6)                        | 35.7 (96.3)                        | 33.2 (91.8)                        | 27.2 (81)                          | 11.5 (52.7)                        | 4.8 (40.6)                         | 36.6 (97.9)                        |
| 平均最高気温 °C （°F）             | −12.1 (10.2)                       | −9.7 (14.5)                        | −1.9 (28.6)                        | 8.1 (46.6)                         | 18.8 (65.8)                        | 23.4 (74.1)                        | 25.4 (77.7)                        | 22.8 (73)                          | 16.0 (60.8)                        | 7.6 (45.7)                         | −3.5 (25.7)                        | −9.9 (14.2)                        | 7.1 (44.8)                         |
| 日平均気温 °C （°F）               | −16.5 (2.3)                        | −14.8 (5.4)                        | −7.6 (18.3)                        | 2.3 (36.1)                         | 11.8 (53.2)                        | 17.1 (62.8)                        | 19.4 (66.9)                        | 16.6 (61.9)                        | 10.2 (50.4)                        | 3.1 (37.6)                         | −6.9 (19.6)                        | −14.0 (6.8)                        | 1.7 (35.1)                         |
| 平均最低気温 °C （°F）             | −20.9 (−5.6)                       | −19.5 (−3.1)                       | −12.8 (9)                          | −2.4 (27.7)                        | 5.6 (42.1)                         | 11.2 (52.2)                        | 13.8 (56.8)                        | 11.2 (52.2)                        | 5.6 (42.1)                         | −0.4 (31.3)                        | −10.3 (13.5)                       | −18.3 (−0.9)                       | −3.1 (26.4)                        |
| 最低気温記録 °C （°F）             | −46.2 (−51.2)                      | −46.3 (−51.3)                      | −36.4 (−33.5)                      | −29.1 (−20.4)                      | −8.6 (16.5)                        | −2.2 (28)                          | 1.5 (34.7)                         | 0.0 (32)                           | −6.9 (19.6)                        | −26.4 (−15.5)                      | −40 (−40)                          | −45.7 (−50.3)                      | −46.3 (−51.3)                      |
| 降水量 mm （inch）                 | 25 (0.98)                          | 18 (0.71)                          | 17 (0.67)                          | 27 (1.06)                          | 34 (1.34)                          | 55 (2.17)                          | 66 (2.6)                           | 60 (2.36)                          | 43 (1.69)                          | 45 (1.77)                          | 37 (1.46)                          | 33 (1.3)                           | 460 (18.11)                        |
| 平均降雨日数                       | 1                                  | 1                                  | 2                                  | 8                                  | 13                                 | 14                                 | 14                                 | 14                                 | 16                                 | 12                                 | 5                                  | 1                                  | 101                                |
| 平均降雪日数                       | 23                                 | 19                                 | 15                                 | 9                                  | 3                                  | 0.1                                | 0                                  | 0                                  | 1                                  | 11                                 | 20                                 | 25                                 | 126                                |
| % 湿度                             | 82                                 | 81                                 | 77                                 | 65                                 | 58                                 | 66                                 | 73                                 | 75                                 | 75                                 | 78                                 | 83                                 | 83                                 | 75                                 |
| 出典：Pogoda.ru.net                |                                    |                                    |                                    |                                    |                                    |                                    |                                    |                                    |                                    |                                    |                                    |                                    |                                    |

| ノボシビルスク (1961-1990年)の気候                                             | ノボシビルスク (1961-1990年)の気候 | ノボシビルスク (1961-1990年)の気候 | ノボシビルスク (1961-1990年)の気候 | ノボシビルスク (1961-1990年)の気候 | ノボシビルスク (1961-1990年)の気候 | ノボシビルスク (1961-1990年)の気候 | ノボシビルスク (1961-1990年)の気候 | ノボシビルスク (1961-1990年)の気候 | ノボシビルスク (1961-1990年)の気候 | ノボシビルスク (1961-1990年)の気候 | ノボシビルスク (1961-1990年)の気候 | ノボシビルスク (1961-1990年)の気候 | ノボシビルスク (1961-1990年)の気候 |
| 月                                                                             | 1月                                | 2月                                | 3月                                | 4月                                | 5月                                | 6月                                | 7月                                | 8月                                | 9月                                | 10月                               | 11月                               | 12月                               | 年                                 |
| ------------------------------------------------------------------------------ | ---------------------------------- | ---------------------------------- | ---------------------------------- | ---------------------------------- | ---------------------------------- | ---------------------------------- | ---------------------------------- | ---------------------------------- | ---------------------------------- | ---------------------------------- | ---------------------------------- | ---------------------------------- | ---------------------------------- |
| 平均最高気温 °C （°F）                                                         | −12.2 (10)                         | −10.3 (13.5)                       | −2.6 (27.3)                        | 8.1 (46.6)                         | 17.5 (63.5)                        | 24.0 (75.2)                        | 25.7 (78.3)                        | 22.2 (72)                          | 16.6 (61.9)                        | 6.8 (44.2)                         | −2.9 (26.8)                        | −8.9 (16)                          | 7.0 (44.6)                         |
| 日平均気温 °C （°F）                                                           | −16.2 (2.8)                        | −14.7 (5.5)                        | −7.2 (19)                          | 3.2 (37.8)                         | 11.6 (52.9)                        | 18.2 (64.8)                        | 20.2 (68.4)                        | 17.0 (62.6)                        | 11.5 (52.7)                        | 3.4 (38.1)                         | −6.0 (21.2)                        | −12.7 (9.1)                        | 2.4 (36.3)                         |
| 平均最低気温 °C （°F）                                                         | −20.1 (−4.2)                       | −19.1 (−2.4)                       | −11.8 (10.8)                       | −1.7 (28.9)                        | 5.6 (42.1)                         | 12.3 (54.1)                        | 14.7 (58.5)                        | 11.7 (53.1)                        | 6.4 (43.5)                         | 0.0 (32)                           | −9.1 (15.6)                        | −16.4 (2.5)                        | −2.3 (27.9)                        |
| 降水量 mm （inch）                                                             | 19 (0.75)                          | 14 (0.55)                          | 15 (0.59)                          | 24 (0.94)                          | 36 (1.42)                          | 58 (2.28)                          | 72 (2.83)                          | 66 (2.6)                           | 44 (1.73)                          | 38 (1.5)                           | 32 (1.26)                          | 24 (0.94)                          | 442 (17.4)                         |
| 出典：Mean monthly climatic data for the city of Novosibirsk from 1961 to 1990 |                                    |                                    |                                    |                                    |                                    |                                    |                                    |                                    |                                    |                                    |                                    |                                    |                                    |

## 政治
2023年まで市長は直接選挙で選ばれ、2014年4月23日からロシア連邦共産党所属のアナトリー・ローコチが務めていた。2023年2月、ノヴォシビルスク州議会はノヴォシビルスク市長の直接選挙を廃止して、間接選挙に変える法案を可決した。2023年12月28日にアンドレイ・トラヴニコフ州知事は、アナトリー・ローコチが休暇を取ることを発表し、オレグ・クレメショフ第一副市長が市長代行に任命された。2024年4月16日、新しい選挙制度に基づき、州副知事で統一ロシア所属のマキシム・クドリャフツェフが市長に選出された。

## 交通

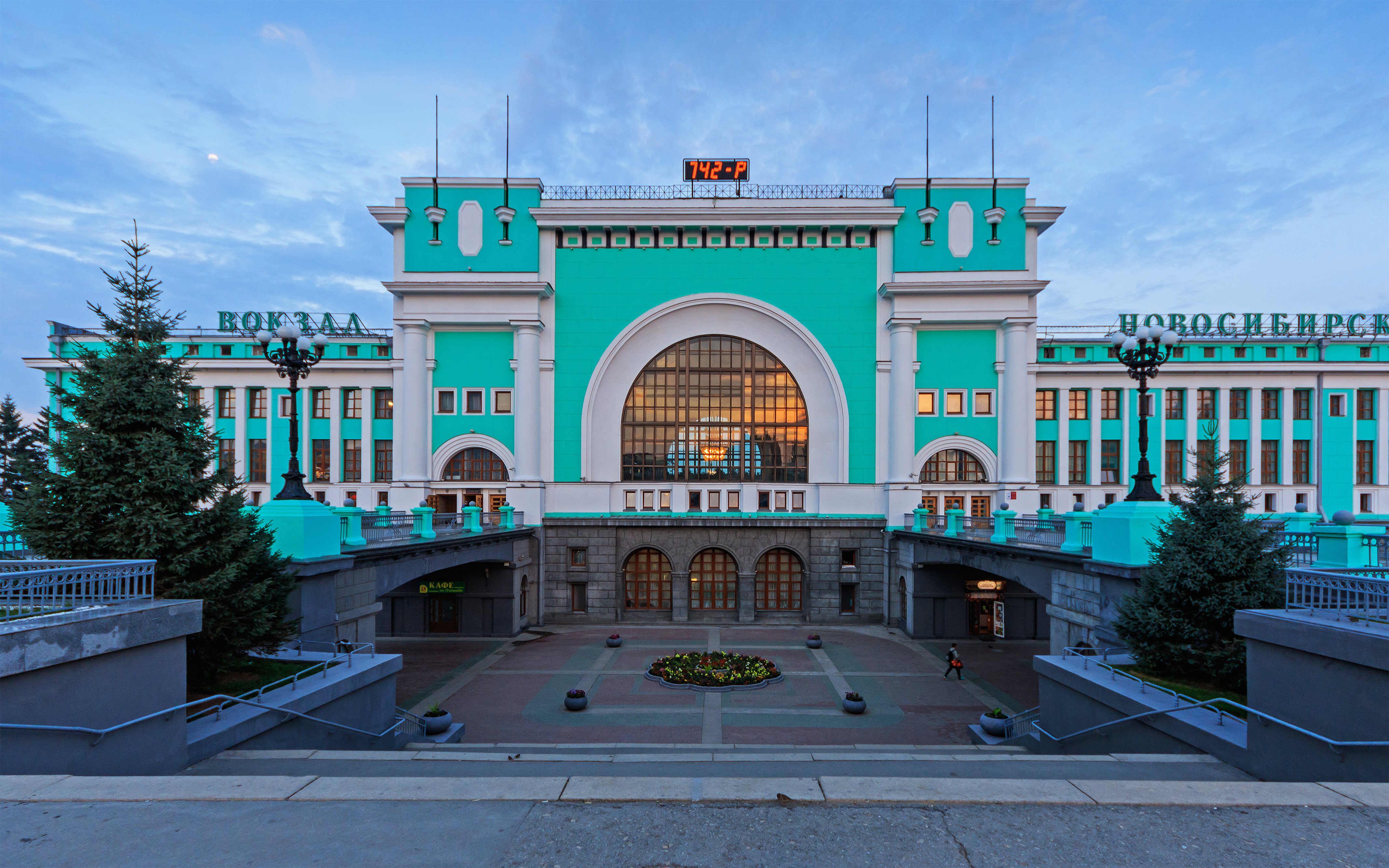
ノヴォシビルスク中央駅

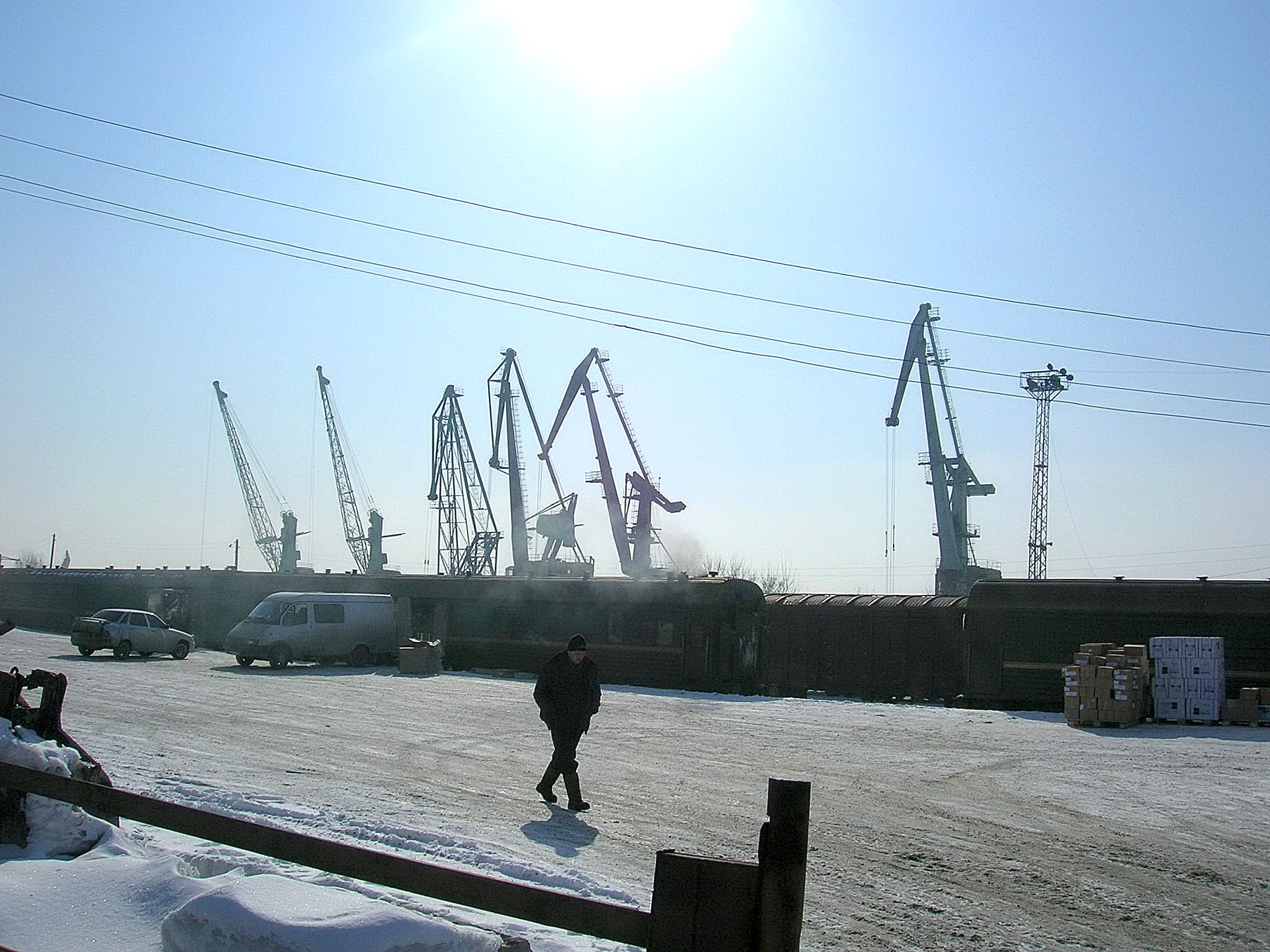
オビ川沿いの港

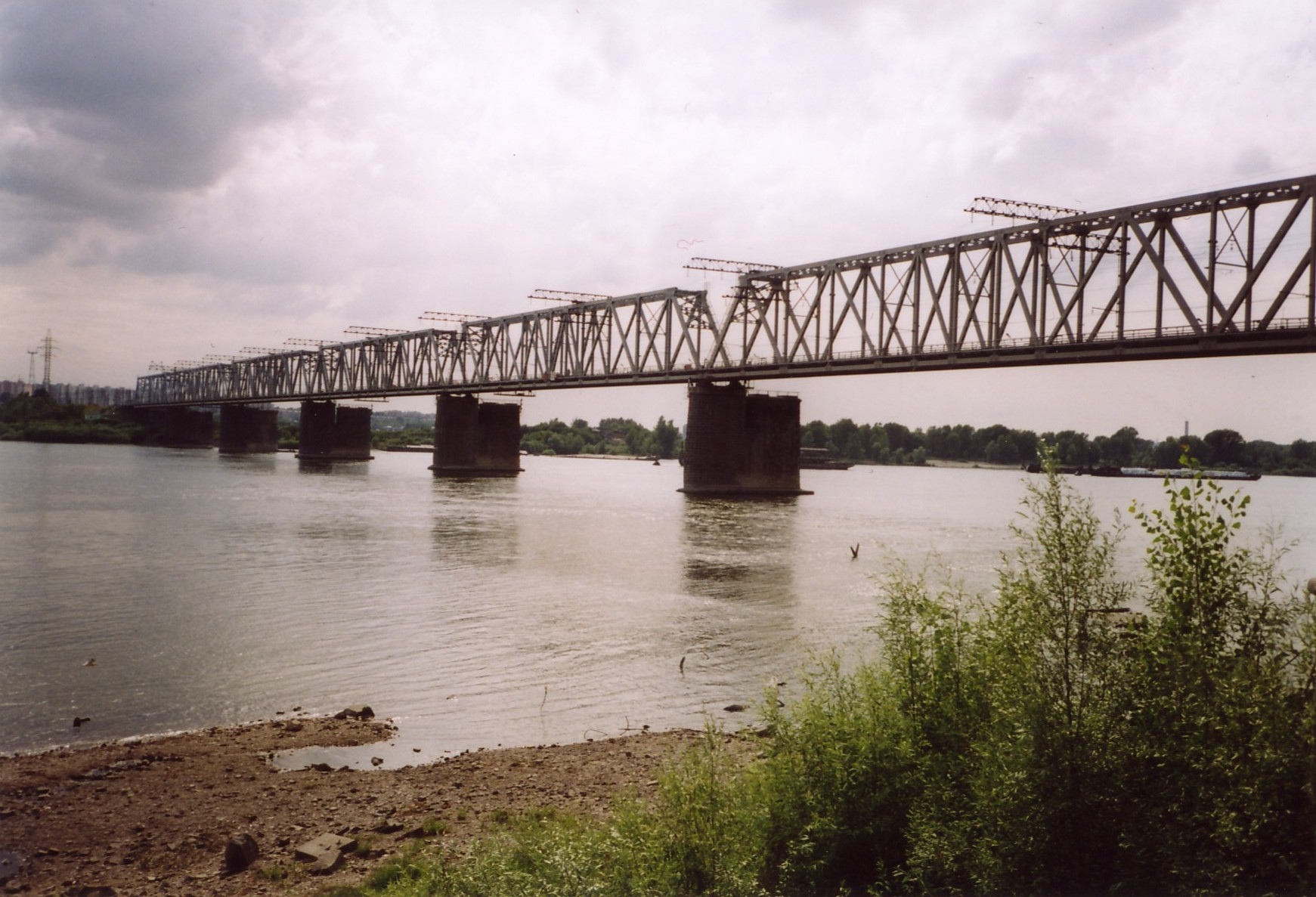
オビ川にかかる橋（オビ川鉄橋）

トルマチョーヴォ空港に本拠を置くS7航空がウズベキスタン、アゼルバイジャンなどの旧ソ連の中央アジア諸国、ドイツ、ブルガリア、トルコ、タイ・中華人民共和国へ就航しているほか、中央アジア各国のエアラインや中国の海南航空などが乗り入れている。モスクワ、サンクトペテルブルク、ハバロフスク、ウラジオストク、イルクーツクなどの国内線も多数運航されている。
2018年6月より成田との直行便が夏季に週1便で就航しており、両空港を6時間35分で結ぶ。
また、ウラジオストクやモスクワからのシベリア鉄道を使うという手段もある。ノヴォシビルスク駅は同市の中央駅であり、ロシア国鉄を代表する長距離列車であるロシア号や中華人民共和国やモンゴルとの間で運行される中露国際列車ヴォストーク号などの全旅客列車が停車する。駅前にはノヴォシビルスク地下鉄のジェルジンスカヤ線（2号線）、ガーリナ・ミハイロスカヴァ広場駅が設けられ、交通の結節点となっている。ノヴォシビルスク駅からは近郊電車のエレクトリーチカも運行されている。また、ノヴォシビルスク市電も走っている。レニンスカヤ線（1号線）はオビ川を鉄橋で越えて（ru:Новосибирский метромост）市の中心部と川の対岸にあたる南西部の市街地を結ぶ。

## 民族
2010年時点でロシア人が92.82%と9割以上を占めるが、ついでウクライナ人0.92%、ウズベク人0.75%、タタール人0.73%、ドイツ人0.63%の順になっており、ほかにカザフ人、タジク人、ベラルーシ人、アルメニア人、キルギス人、アゼルバイジャン人なども暮らす多民族都市となっている。近年は中央アジアからの出稼ぎ労働者が多くなっている。

## 教育
- ノヴォシビルスク大学 (1959)

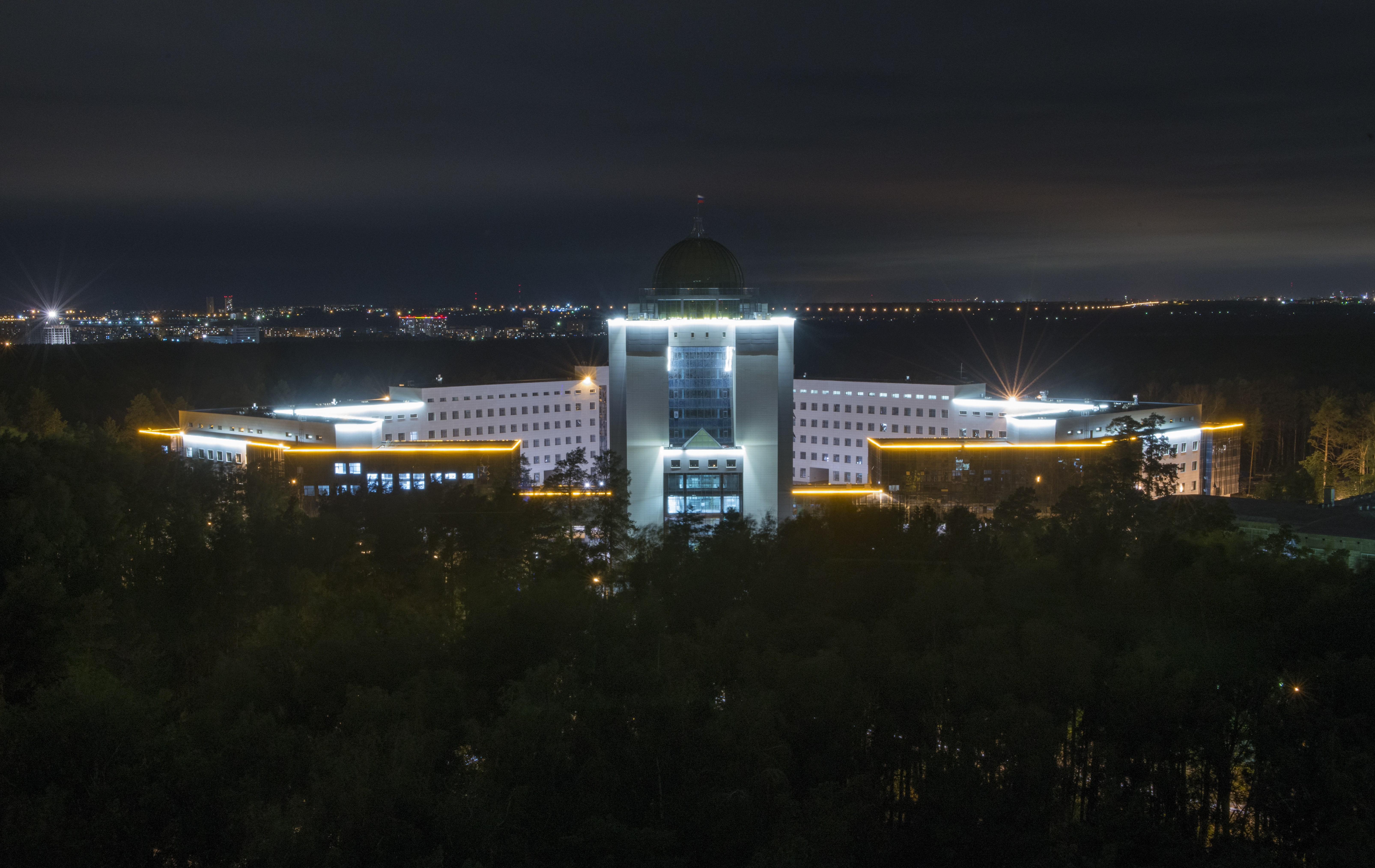
アカデムゴロドクにあるノヴォシビルスク大学

- ノヴォシビルスク工科大学（英語版、ロシア語版） (1950)
- ノヴォシビルスク州立経済管理大学（英語版、ロシア語版） (1929)
- ノヴォシビルスク州立農業大学（英語版、ロシア語版） (1936)
- ノヴォシビルスク州立建築デザイン芸術大学（英語版、ロシア語版） (1989)
- ノヴォシビルスク州立建築土木大学（英語版、ロシア語版） (1930)
- ノヴォシビルスク州立医科大学（英語版、ロシア語版） (1935)
- ノヴォシビルスク州立教育大学（英語版、ロシア語版） (1935)

その他、アカデムゴロドク地区にはロシア科学アカデミーのシベリア支部をはじめ研究所や高等教育機関多数が集積しており、ノヴォシビルスク大学をはじめノヴォシビルスク市の高等教育機関のほとんどはアカデムゴロドクに立地している。

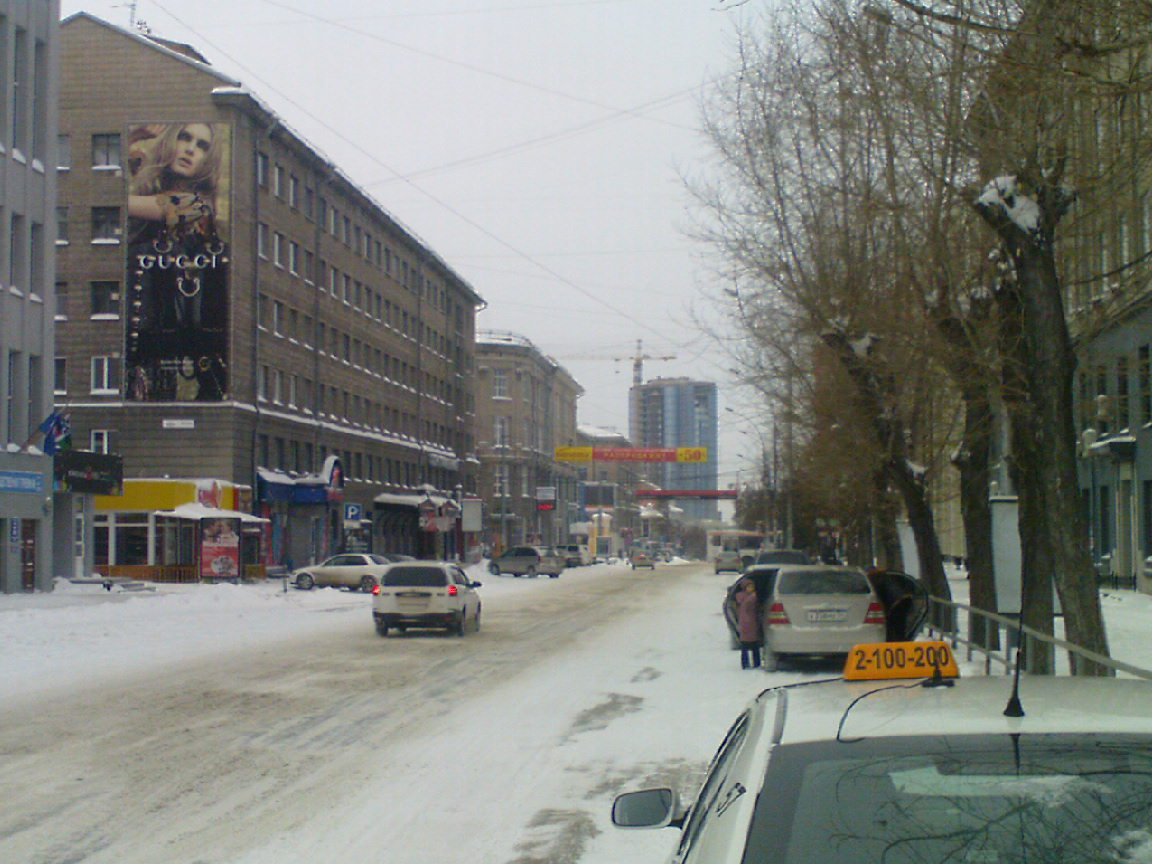
レーニン通り

## 文化
- 国立オペラ・バレエ劇場（英語版） - ロシア有数のバレエ劇場。
- ノヴォシビルスク国立美術館
- ノヴォシビルスク州立郷土博物館
- ノヴォシビルスク動物園（英語版、ロシア語版）

## 姉妹都市
- ミネアポリスおよびセントポール、アメリカ合衆国（1989年から）
- セントポール、アメリカ合衆国（1989年から）
- 札幌市、日本国（1990年から）。市内にはシベリア-北海道センターが設置されている。
- 長春市、中国（1994年から）
- 大田広域市、大韓民国（2001年から）
- ヴァルナ、ブルガリア（2008年から）
- オシ、キルギス（2009年から）

## ノヴォシビルスク生まれの著名人
- アレクサンドル・カレリン - グレコローマンレスリング選手
- アレクサンドル・ポクルィシュキン - エースパイロット、航空元帥
- ヴァディム・レーピン - バイオリニスト
- マキシム・ヴェンゲーロフ - バイオリニスト
- ミハイル・シモニアン - バイオリニスト
- ダニール・シムキン - バレエダンサー
- オリガ・ヴィターリエヴナ・ヤコヴレワ - 歌手
- セルゲイ・スロヴィキン - 軍人
- ニーナ・サドゥール - 小説家、劇作家
- ジェーニャ - 日本で芸能活動する声優、タレント（日本在住）